# Laize-la-Ville
Laize-la-Ville település Franciaországban, Calvados megyében. Lakosainak száma 825 fő (2018. január 1.). Laize-la-Ville Boulon, Clinchamps-sur-Orne, Fontenay-le-Marmion, Fresney-le-Puceux és May-sur-Orne községekkel határos.

## Népesség
A település népességének változása:
| Lakosok száma | 190  | 203  | 244  | 319  | 431  | 638  | 691  | 1995 | 798  | 825  |
|               | 1968 | 1975 | 1982 | 1999 | 2006 | 2011 | 2013 | 2016 | 2017 | 2018 |